# Aarhus
Aarhus (uradno črkovano Århus od leta 1948 do 1. januarja 2011) je drugo največje mesto na Danskem in sedež občine Aarhus. Je na vzhodni obali Jutlandije v morju Kattegat in približno 187 kilometrov severozahodno od Københavna.
Aarhus, ki sega v pozno 8. stoletje, je bil ustanovljen kot pristaniško naselje ob izlivu reke Aarhus in je hitro postal trgovsko središče. Prva krščanska cerkev je bila tu zgrajena okoli leta 900, kasneje v vikinški dobi pa so mesto utrdili z obrambnimi obzidji. Škofija v Aarhusu je postajala vse močnejša in uspešnejša ter v zgodnjem srednjem veku v mestu zgradila več verskih ustanov. Trgovina se je še naprej izboljševala, čeprav je Aarhus šele leta 1441 dobil privilegije tržnega mesta, prebivalstvo Aarhusa pa je ostalo relativno stabilno do 19. stoletja. Mesto je začelo močno rasti, ko je trgovina napredovala sredi 18. stoletja, vendar je industrijska revolucija prinesla pravo rast prebivalstva šele sredi 19. stoletja. Prva železniška proga na Jutlandiji je bila zgrajena leta 1862. Leta 1928 je bila v Aarhusu ustanovljena prva univerza na Jutlandiji, danes pa je to univerzitetno mesto in največje središče za trgovino, storitve, industrijo in turizem v Jutlandiji.
Aarhuška stolnica je najdaljša stolnica na Danskem s skupno dolžino 93 m. Cerkev Naše Gospe (Vor Frue Kirke) je bila prvotno zgrajena leta 1060, zaradi česar je najstarejša kamnita cerkev v Skandinaviji. Mestna hiša, ki sta jo zasnovala Arne Jacobsen in Erik Møller, je bila dokončana leta 1941 v sodobnem funkcionalističnem slogu. Gledališče Aarhus, največje provincialno gledališče na Danskem, nasproti stolnice na Bispetorvetu, je zgradil Hack Kampmann v slogu Art nouveau in je bila dokončana leta 1916. Musikhuset Aarhus (koncertna dvorana) in Det Jyske Musikkonservatorium (Kraljeva glasbena akademija, Aarhus/Aalborg ) sta prav tako pomembna, kot tudi muzeji, vključno z muzejem na prostem Den Gamle By, umetniškim muzejem ARoS Aarhus Kunstmuseum, muzejem Moesgård in ženskim muzejem Kvindemuseet. Znano kot Smilets By (dos. 'Mesto nasmehov'), je dansko mesto z najmlajšo demografijo in domom največje skandinavske univerze, Univerze Aarhus. Komercialno je mesto glavno kontejnersko pristanišče v državi in velika danska podjetja, kot so Vestas, Arla Foods, Salling Group in Jysk, imajo tam svoje sedeže.

## Etimologija
Ime izvira iz lokacije mesta ob izlivu reke Aarhus Å. Je sestavljenka dveh besed ár, rodilnika á ('reka', sodobno dansko å) in oss ('ustje', v sodobni islandščini se ta beseda, črkovana ós, še vedno uporablja za rečno delto). V Valdemarjevi popisni knjigi (1231) se je mesto imenovalo Arus, v islandščini pa Aros, pozneje zapisano kot Aars.

### Črkovanje
Črkovanje Aarhus se prvič pojavi leta 1406 in je postopoma postalo norma v 17. stoletju. Z reformo danskega črkovanja leta 1948 je bil Aa spremenjen v Å. Nekatera danska mesta so se uprla spremembi, vendar se je mestni svet Aarhusa odločil spremeniti ime. Leta 2010 je mestni svet glasoval za ponovno spremembo imena iz Århus v Aarhus z učinkom od 1. januarja 2011.
Še vedno je slovnično pravilno pisati zemljepisna imena s črko Å, lokalni sveti pa lahko uporabljajo črkovanje Aa kot alternativo, večina časopisov in javnih ustanov pa bo to sprejela. Nekateri uradni organi, kot je danski jezikovni odbor, izdajatelj danskega pravopisnega slovarja, še vedno ohranjajo Århus kot glavno ime, pri čemer dajejo Aarhus kot drugo možnost v oklepaju, nekatere institucije pa še vedno izrecno uporabljajo Århus v svojem uradnem imenu, kot so lokalni časopis Århus Stiftstidende ter šoli Århus Kunstakademi in Århus Statsgymnasium. Aa so med letoma 1948 in 2011 uporabljale tudi nekatere večje ustanove, kot je Univerza v Aarhusu ali največji lokalni športni klub Aarhus Gymnastikforening (AGF), ki nikoli ni uporabljal zapisa Å.

## Zgodovina

### Zgodnja zgodovina
Aarhus, ustanovljen v zgodnji vikinški dobi, je poleg Ribeja in Hedebyja eno najstarejših mest na Danskem. Prvotno naselje Aros se bilo na severni obali fjorda ob izlivu reke Aarhus, točno tam, kjer je danes središče mesta. Hitro je postalo središče pomorske trgovine zaradi svojega položaja na križajočih se trgovskih poteh v Danskih prelivih in rodovitnega podeželja. Vendar pa trgovina ni bila tako pomembna kot tista v Ribeju in Hedebyju v vikinški dobi in je bila predvsem povezana z Norveško, kar dokazujejo arheološke najdbe. Arheologi so leta 2002 navzgor po reki odkrili ladjedelnico iz vikinške dobe. Bila je na kraju, prej znanem kot Snekkeeng  ('Snekke' je vrsta dolge ladje), vzhodno od jezera Brabrand blizu Vibyja, in je bila v uporabi več kot 400 let od poznih 700-ih let do okoli sredine 1200-ih.
Arheološki dokazi kažejo, da je bil Aarhus mesto že v zadnji četrtini 8. stoletja. Odkritja po arheološkem izkopavanju leta 2003 so vključevala napol zakopane dolge hiše, ognjišča, steklene bisere in cesto iz poznih 700-ih let. Več izkopavanj v ožjem mestnem jedru od 1960-ih je razkrilo vodnjake, ulice, domove in delavnice, znotraj zgradb in sosednjih arheoloških plasti pa so odkrili vsakdanje pripomočke, kot so glavniki, nakit in osnovna večnamenska orodja iz približno leta 900. Zgodnje mesto je bilo utrjeno z obrambnimi zemeljskimi nasipi v prvi polovici 900-ih, verjetno leta 934 na ukaz kralja Gorma Starejšega. Utrdbe je kasneje izboljšal in razširil njegov sin Harald Modrozobi, tako da je obkrožil naselje podobno kot obrambne strukture, ki jih najdemo v vikinških krožnih utrdbah drugje. Skupaj z geografsko lego mesta to nakazuje, da je Aros postal pomembno vojaško središče v vikinški dobi. Obstajajo tudi močni znaki nekdanje kraljeve rezidence iz istega obdobja v Vibyju, nekaj kilometrov južno od središča mesta Aarhus.
Središče Aarhusa je bilo prvotno pogansko grobišče, dokler med vladavino jutlandskega kralja Fróðija okoli leta 900 na njem niso zgradili prve krščanske cerkve, cerkve Svete Trojice, lesene konstrukcije.  Škofija v Aarhusu sega vsaj v leto 948, ko je Adam iz Bremna poročal, da se je misijonski škof Reginbrand iz Arosa udeležil sinode v Ingelheimu v Nemčiji, vendar je bila pozna vikinška doba med pokristjanjevanjem Skandinavije buren in nasilen čas z več pomorskimi napadi na mesto, kot je bil napad Haralda Hardrade okoli leta 1050, ko je bila cerkev Svete Trojice požgana do tal. Kljub konfliktom je Aarhus še naprej uspeval zaradi trgovine in najdba šestih runskih kamnov v Aarhusu in njegovi okolici kaže, da je imelo mesto nekaj pomena okoli leta 1000, saj so jih tradicionalno uporabljali le premožni plemiči. Škofija je bila za skoraj sto let po Reginbrandu leta 988 izbrisana, leta 1060 pa je bil posvečen nov škof Christian in ustanovil novo cerkev v Aarhusu, Sankt Nicolai Domkirke (stolnica sv. Nikolaja), tokrat v kamnu. Postavljena je bila zunaj mestnih utrdb in je bila dokončana leta 1070 na mestu, kjer danes stoji cerkev Naše Gospe, vendar je ostala le podzemna kripta.

### Srednji vek
Naraščajoči vpliv Cerkve v srednjem veku je postopoma spremenil Aarhus s svojo škofijo v uspešno versko središče. V mestu in okolici so zgradili številne javne in verske stavbe; stolnico je v poznem 12. stoletju dal zgraditi vplivni škof Peder Vognsen, okoli leta 1200 pa je imel Aros skupaj štiri cerkve. 13. stoletje zaznamuje tudi temeljita preureditev, ki je z novimi ulicami, selitvami, razgradnjo in novogradnjami izbrisala večino prvotne zasnove mesta. Cerkev je v srednjem veku očitno imela prednost v regiji Aarhus in velika škofija je napredovala in širila ozemlje, tako da je v obsegu segla vse do Viborga. Leta 1441 je Krištof III. izdal najstarejšo znano listino, ki je podelila status trškega mesta, čeprav so podobni privilegiji morda obstajali že v 12. stoletju. Listina je prvo uradno priznanje mesta kot regionalne sile in jo nekateri štejejo za Aarhusov rojstni list.
Komercialni in verski status sta spodbudila rast mesta in leta 1477 je bil obrambni zemeljski nasip, ki je obdajal mesto od vikinške dobe, opuščen, da bi se prilagodili širitvi. Deli nasipa obstajajo še danes in jih je mogoče doživeti kot strma pobočja ob reki, preživeli pa so tudi v nekaterih krajevnih imenih mestnega jedra, vključno z ulicama Volden (Bedem) in Graven (Jarek). Aarhus je do začetka 16. stoletja postal eno največjih mest v državi. Leta 1657 so v večjih danskih mestih uvedli oktroi (lokalni davek, ki se pobira na različne predmete, prinesene v okrožje za porabo), ki je v naslednjih desetletjih spremenil postavitev in podobo Aarhusa. Za preprečevanje tihotapstva so postavili leseno mestno obzidje z vrati in cestninskimi postajami na glavnih prometnicah, Mejlgade in Studsgade. Mestna vrata so usmerjala večino prometa skozi nekaj ulic, kjer so bile zgrajene trgovske četrti.
V 17. stoletju je Aarhus vstopil v obdobje recesije, saj je med švedskimi vojnami trpel blokade in bombardiranja, trgovino pa je zmanjšala prednostna obravnava države s prestolnico. Šele sredi 18. stoletja se je rast vrnila, v veliki meri zaradi trgovine z velikimi kmetijskimi povodji okoli mesta; zlasti žito se je izkazalo za donosen izvoz. Prve tovarne so bile ustanovljene v tem času, ko je državo dosegla industrijska revolucija, leta 1810 pa so pristanišče razširili, da bi lahko sprejelo rastočo trgovino.

### Industrializacija
Aarhus je začel uspevati v 1830-ih, ko je mesto dosegla industrijska revolucija in so tovarne s stroji na parni pogon postale bolj produktivne. Leta 1838 je bila reformirana volilna zakonodaja, ki je vodila do volitev za 15 sedežev v mestnem svetu. Pravila so bila sprva zelo stroga, saj so lahko kandidirali le najbogatejši državljani. Na volitvah leta 1844 se je kvalificiralo le 174 državljanov od skupno več kot 7000 prebivalcev. Prvi mestni svet, ki so ga večinoma sestavljali bogati trgovci in industrialci, si je hitro prizadeval izboljšati pristanišče ob reki Aarhus. Zaradi večjih ladij in naraščajoče količine tovora je rečno pristanišče postajalo vse bolj nepraktično. Leta 1840 so pristanišče preselili na obalo, severno od reke, kjer je v naslednjih 15 letih postalo največje industrijsko pristanišče zunaj Københavna. Od samega začetka je bilo novo pristanišče pod nadzorom mestnega sveta, kar je še danes.
Med prvo schleswiško vojno so od 21. junija do 24. julija 1849 Aarhus zasedle nemške čete. Mestu so bili prihranjeni kakršni koli boji, toda v Vejlbyju severno od mesta je prišlo do konjeniškega spopada, znanega kot Rytterfægtningen, ki je ustavil nemško napredovanje skozi Jutlandijo. Vojna in okupacija sta pustile opazen vpliv na mesto, saj je veliko ulic, zlasti na Frederiksbjergu, poimenovanih po danskih častnikih tistega časa. Petnajst let kasneje, leta 1864, je bilo mesto ponovno okupirano, tokrat za sedem mesecev, med drugo schleswiško vojno.
Kljub vojnam in okupaciji se je mesto širilo in razvijalo. Leta 1851 so oktroi ukinili in mestno obzidje odstranili, da bi omogočili lažji dostop za trgovino. Redne parne povezave s Københavnom so se začele s parnikoma Jylland v letih 1825–26 in Danio (1827–36), leta 1862 pa je bila med Aarhusom in Randersom vzpostavljena prva jutlandska železnica.
V drugi polovici 19. stoletja se je industrializacija v celoti razmahnila in okoli proizvodnje in predelave kmetijskih proizvodov, zlasti olja in masla, so se pojavile številne nove industrije. Mnoga podjetja iz tega časa so prišla, da bi Aarhusu pustila trajne ikonične sledi. Pivovarna Ceres je bila ustanovljena leta 1856 in je služila kot lokalna pivovarna v Aarhusu več kot 150 let, postopoma pa se je razširila v industrijsko okrožje, znano kot Ceres-grunden (dobesedno: Ceres-tla). Leta 1896 so lokalni kmetje in poslovneži ustanovili Korn-og Foderstof Kompagniet (KFK), osredotočeno na žito in krmo. KFK je ustanovil oddelke po vsej državi, medtem ko je njen sedež ostal v Aarhusu, kjer še danes stojijo njegovi veliki silosi za žito. Otto Mønsted je leta 1874 ustanovil Danish Preserved Butter Company, ki se je osredotočil na izvoz masla v Anglijo, na Kitajsko in v Afriko, kasneje pa je leta 1883 ustanovil Aarhus Butterine Company, prvo dansko tovarno margarine. Njegovo podjetje je postalo pomemben lokalni delodajalec, saj se je število zaposlenih v tovarni povečalo s 100 leta 1896 na 1000 leta 1931, kar je sodelovalo pri učinkovitem preoblikovanju mesta iz regionalnega trgovskega središča v industrijsko središče. Druge nove pomembne tovarne so vključevale ladjedelnico Aarhus Flydedok in oljarno Århus Oliefabrik.
Aarhus je na prelomu stoletja postal največje provincialno mesto v državi in mesto se je tržilo kot prestolnica Jutlandije. Prebivalstvo se je povečalo s 15.000 leta 1870 na 52.000 leta 1901 in kot odgovor je mesto priključilo velika ozemlja za razvoj novih stanovanjskih četrti, kot so Trøjborg, Frederiksbjerg in Marselisborg. V tem času so bile ustanovljene tudi številne kulturne ustanove, kot so gledališče v Aarhusu (1900), prva državna knjižnica (1902), univerza v Aarhusu (1928) in več bolnišnic.

### Druga svetovna vojna
9. aprila 1940 je nacistična Nemčija vdrla na Dansko in naslednji dan zasedla Aarhus; okupacija je trajala pet let. To je bilo uničujoče obdobje z velikimi nesrečami, izgubo življenj in gospodarsko depresijo. Pristanišče Aarhus je postalo vozlišče za oskrbo Baltika in Norveške, medtem ko je okoliško železniško omrežje oskrbovalo Atlantski zid v zahodni Jutlandiji, tovor pa je bil namenjen v Nemčijo. Skupaj so ti dejavniki povzročili močno nemško prisotnost, zlasti v letih 1944–45.
Majhne odporniške skupine so se prvič pojavile v letih 1941–42, toda prva, ki se je uskladila s Svetom svobode, je bila skupina Samsing, odgovorna za večino operacij od začetka leta 1943. Skupina Samsing je bila skupaj z drugimi v Aarhusu in njegovi okolici razpuščena junija 1944, ko je Grethe "Thora" Bartram svojo družino in znance predala nemškim oblastem. V odgovor so bile prošnje za pomoč poslane stikom v Angliji in oktobra 1944 je kraljevo letalstvo bombardiralo poveljstvo Gestapa ter uspešno uničilo arhive in oviralo tekočo preiskavo.
Poleti 1944 je odporniška skupina Holger Danske s sedežem v Københavnu pomagala ustanoviti skupino 5 Kolonne in agent SOE je prispel iz Anglije, da bi se povezal s skupinami L. Kasneje so se odporniške operacije stopnjevale, čemur se je skupina Peter zoperstavila s terorističnimi operacijami Schalburgtage. Vse bolj uničujoča okupacija se je povečala, ko je julija 1944 eksplodirala barka s strelivom in uničila velik del pristaniškega območja. 5. maja 1945 so se nemške sile na Danskem predale, toda v prehodnem obdobju so izbruhnili boji, ki so povzročili 22 mrtvih. 8. maja so britanski kraljevi dragonci vstopili v mesto.

### Leta po drugi svetovni vojni
V 1970-ih in 1980-ih je mesto vstopilo v obdobje hitre gospodarske rasti in storitveni sektor je prvič prehitel trgovino, industrijo in obrt kot vodilni sektor zaposlovanja. Delavci so se postopoma začeli voziti v mesto iz večine vzhodne in osrednje Jutlandije, ko je regija postala bolj povezana. Število študentov se je med letoma 1965 in 1977 potrojilo, kar je mesto spremenilo v dansko središče raziskav in izobraževanja. Naraščajoče in primerljivo mlado prebivalstvo je sprožilo obdobje ustvarjalnosti in optimizma; Gaffa in šola KaosPilot sta bili ustanovljeni leta 1983 oziroma 1991, Aarhus pa je bil v središču preporoda danske rock in pop glasbe, ki je lansiral skupine in glasbenike, kot so TV2, Gnags, Thomas Helmig, Bamses Venner, Anne Dorte Michelsen, Mek Pek in Shit & Chanel.

### Po letu 2000
Od preloma tisočletja je Aarhus doživel gradbeni razcvet brez primere s številnimi novimi institucijami, infrastrukturnimi projekti, mestnimi četrtmi in rekreacijskimi območji. Več gradbenih projektov je med največjimi v Evropi, na primer Nova univerzitetna bolnišnica (DNU) in prenova pristanišča.
Obzorje in raba tal v mestnem jedru se spreminjata, saj se nekdanja industrijska območja preurejajo v nova mestna okrožja in soseske. Od leta 2008 se nekdanja pristanišča, znana kot De Bynære Havnearealer (obmestna pristaniška območja), ki so najbližja mestni obali, spreminjajo v nova okrožja z mešano rabo. Je med največjimi pristaniškimi projekti v Evropi. Severni del, imenovan Aarhus Ø (Aarhus Docklands), je leta 2018 skoraj dokončan, medtem ko se južno okrožje, imenovano Sydhavnskvarteret (soseska južnega pristanišča), šele začenja razvijati. Sosednje območje Frederiks Plads v nekdanjih delavnicah DSB se gradi od leta 2014 kot nova poslovna in stanovanjska četrt. Glavni avtobusni terminal v bližini je načrtovan za prestavitev na glavno železniško postajo, mesto pa bo preurejeno v novo stanovanjsko sosesko. Drugje v ožjem mestnem jedru je bilo mesto nekdanjih pivovarn Ceres v letih 2012–2019 preurejeno v novo mešano sosesko, znano kot CeresByen.
Gradnja Aarhus Letbane, prvega lahkega železniškega sistema v državi, se je začela leta 2013, prvi korak pa je bil končan decembra 2017. Od takrat je bila storitev lahke železnice razširjena z dvema medkrajevnima odsekoma do mest Odder oziroma Grenå in vključuje tudi severno stran do predmestja Lisbjerg. Sistem lahke železnice naj bi v prihodnosti povezal številna druga predmestja bližje osrednjemu mestu Aarhus, naslednja faza pa bo vključevala lokalne proge do Brabranda na vzhodu in Hinnerupa na severu.
Pospešena rast od zgodnjih 2000-ih je ožje mestno območje do leta 2014 pripeljala do približno 260.000 prebivalcev. Pričakuje se, da se bo hitra rast nadaljevala vsaj do leta 2030, ko si je občina Aarhus zastavila ambiciozen cilj za 375.000 prebivalcev.

## Geografija
Aarhus leži v Aarhuškem zalivu obrnjen proti morju Kattegat na vzhodu s polotokoma Mols in Helgenæs čez zaliv na severovzhodu. Mols in Helgenæs sta del večjega regionalnega polotoka Djursland. Številna večja mesta in kraji so zlahka dosegljivi iz Aarhusa po cesti in železnici, vključno z Randersom (38,5 kilometrov po cesti proti severu), Grenå (severovzhodno), Horsensom (50 kilometrov južno) in Silkeborgom (44 kilometrov vzhodno).
Na lokaciji Aarhusa je Aarhuški zaliv naravno pristanišče z globino 10 m precej blizu obale. Aarhus je bil ustanovljen ob ustju fjorda s somornico, vendar prvotni fjord ne obstaja več, saj se je zaradi naravne sedimentacije postopoma zožil v današnjo reko Aarhus in jezero Brabrand. Ozemlje okoli Aarhusa je bilo nekoč pokrito z gozdovi, katerih ostanki obstajajo v delih gozda Marselisborg na jugu in Riis Skov na severu. Več jezer se razteza proti zahodu od mestnega središča, ko se pokrajina združi z večjo regijo Søhøjlandet z višinami, ki presegajo 152 metrov v Himmelbjergetu med Skanderborgom in Silkeborgom. Najvišja naravna točka v občini Aarhus je Jelshøj na 128 metrih nadmorske višine v južnem okrožju Højbjerg. Na vrhu hriba je grob iz bronaste dobe, zavit v lokalne mite in legende.
Hribovito območje okoli Aarhusa sestavlja morenska planota iz zadnje ledene dobe, prekinjena s kompleksnim sistemom tunelskih dolin. Najvidnejše doline tega omrežja so dolina Aarhus na jugu, ki se razteza proti notranjosti vzhod-zahod z reko Aarhus, jezerom Brabrand, jezerom Årslev in jezerom Tåstrup, ter dolino Egå na severu s potokoma Egåen, Egå Engsø, barje Geding-Kasted Mose in jezero Geding. Večina delov obeh dolin je bila izsušena in nato obdelana, vendar je bilo v začetku leta 2000 nekaj drenaže odstranjenih in deli mokrišč so bili obnovljeni iz okoljskih razlogov. Sistem dolin vključuje tudi potok Lyngbygård Å na zahodu in doline južno od mesta, ki sledijo erozijskim kanalom iz predkvartarja. Nasprotno pa sta dolini reke Aarhus in dolini reke Giber poznoledeniški dolini taline. Obalne pečine vzdolž Aarhuškega zaliva so sestavljene iz plitve terciarne gline iz eocena in oligocena (pred 57 do 24 milijoni let).
Občina Aarhus ima 45 volilnih enot in volišč v štirih volilnih okrajih za Folketing (nacionalni parlament). Škofija Aarhus ima štiri dekanije, sestavljene iz 60 župnij v občini Aarhus. Občina Aarhus obsega 21 poštnih okrožij in nekatere dele drugih 9. Mestno območje Aarhusa in bližnje predmestje je razdeljeno na okrožja Aarhus C, Aarhus N, Aarhus V, Viby J, Højbjerg in Brabrand.

### Pristanišče Aarhus
Pristanišče Aarhus je eno največjih industrijskih pristanišč v severni Evropi z največjim kontejnerskim terminalom na Danskem, ki obdela več kot 50 % danskega kontejnerskega prometa in sprejme največje kontejnerske ladje na svetu. Je občinsko samoupravno pristanišče s samostojnimi financami. Objekti pretovorijo približno 9,5 milijona ton tovora letno (2012). Glavni izvoz je žito, med glavnim uvozom pa krma, kamen, cement in premog. Od leta 2012 se pristanišče sooča z vse večjo konkurenco pristanišča Hamburg in obseg tovora se je nekoliko zmanjšal glede na vrhunec leta 2008.
Trajektni terminal je edina alternativa povezavi Great Belt Link za potniški promet med Jutlandijo in Zelandijo. Služi različnim trajektnim družbam, odkar je bila leta 1830 odprta prva parna pot do Københavna. Trenutno to progo upravlja Mols-Linien in letno prepelje približno dva milijona potnikov in milijon vozil. Dodatni roll-on/roll-off tovorni trajekti tedensko vozijo na Finsko in Kalundborg ter v manjša obrobna danska pristanišča v nerednih intervalih. Od zgodnjega leta 2000 je pristanišče vedno bolj postajalo destinacija za križarjenja, ki delujejo v Baltskem morju.

## Mestna pokrajina
Aarhus se je razvijal v stopnjah, od vikinške dobe do sodobnega časa, vse pa je danes vidno v mestu. V različnih delih mesta so zastopani številni arhitekturni slogi, kot so romanika, gotika, renesansa, barok, rokoko, nacionalna romantika, nordijski klasicizem, neoklasicizem, empir in funkcionalizem. Mesto se je razvilo okoli glavnih prometnih vozlišč – reke, pristanišča in kasneje železniške postaje – in posledično so najstarejši deli danes tudi najbolj osrednji in najbolj obremenjeni.
Ulice Volden (obzidje) in Graven (jarek) pričajo o obrambi prvotnega vikinškega mesta, Allégaderingen v Midtbyenu pa približno sledi mejam tega naselja. Ulično omrežje v ožjem mestnem jedru se je oblikovalo v srednjem veku z ozkimi, zavitimi ulicami in nizkimi, gostimi stanovanji ob reki in obali. Vesterport (Zahodna vrata) še vedno nosi ime srednjeveških mestnih vrat, ozki uličici Posthussmøgen in Telefonsmøgen pa sta ostanki cestninskih postaj iz tistega časa. Notranje mesto ima najstarejše ohranjene stavbe, zlasti Latinska četrt, s hišami iz zgodnjega 17. stoletja v Mejlgade in Skolegade. Srednjeveške trgovske dvorce z dvorišči si lahko ogleda v Klostergade, Studsgade in Skolegade. Daleč največji del današnjega mesta je bil zgrajen med in po industrializaciji poznih 19. stoletja, najbolj zastopana arhitekturna sloga pa sta danes historicizem in modernizem, predvsem podzvrst danskega funkcionalizma, katerega lepih primerov je veliko.  Gradbeni razcvet leta 2000 se je v Aarhusu vtisnil s prenovljenim pristaniškim obrežjem, številnimi novimi soseskami (tudi v središču mesta) in revitaliziranim javnim prostorom. Prav tako začenja spreminjati obzorje z več prevladujočimi stolpnicami.

### Znamenitosti
Aarhuška stolnica (Århus Domkirke) v središču Aarhusa je najdaljša in najvišja cerkev na Danskem s 93 m v dolžino in 96 m v višino. Prvotno zgrajena kot romanska bazilika v 13. stoletju, je bila v poznem 15. in zgodnjem 16. stoletju prezidana in povečana kot gotska stolnica. Čeprav je bila dokončana okoli leta 1300, so jo gradili več kot stoletje; pridružena stolnična šola Aarhus Katedralskole je bila ustanovljena že leta 1195 in se uvršča med 44. najstarejšo šolo na svetu. Druga pomembna in zgodovinska znamenitost v ožjem mestnem jedru je cerkev Naše Gospe (Vor Frue Kirke) prav tako iz 13. stoletja v romanskem in gotskem slogu. Je manjša in manj impresivna, vendar je bila prva stolnica v Aarhusu in temelji na še starejši cerkvi, zgrajeni leta 1060; najstarejša kamnita cerkev v Skandinaviji. Langelandsgade Kaserne v slogu nacionalne romantike iz leta 1889 je najstarejša nekdanja vojašnica, ki je ostala v državi; dom univerzitetnega oddelka za estetiko in komunikacijo od leta 1989. Palača Marselisborg (Marselisborg Slot), ki jo je zasnoval Hack Kampmann v neoklasicističnem in secesijskem slogu, je mesto podarilo princu Kristijanu in princesi Aleksandrini kot poročno darilo leta 1898. Aarhuška carinarnica (Toldkammeret) iz leta 1898 velja za najboljše delo Hacka Kampmanna.
Tivoli Friheden (Tivoli svoboda) je bil odprt leta 1903 in je od takrat največji zabaviščni park v mestu in turistična atrakcija. Gledališče Aarhus iz leta 1916 v slogu Art nouveau je največje provincialno gledališče na Danskem. Zgodnje stavbe univerze v Aarhusu, zlasti glavna stavba, dokončana leta 1932, ki so jo zasnovali Kay Fisker, Povl Stegmann in C. F. Møller so pridobili mednarodni ugled zaradi svojega prispevka k funkcionalistični arhitekturi. Mestno hišo (Aarhus Rådhus) iz leta 1941 z ikoničnim 60 m visokim stolpom, oblečenim v marmor, sta zasnovala Arne Jacobsen in Erik Møller v sodobnem funkcionalističnem slogu.
Aarhus ima vrsto muzejev, vključno z dvema največjima v državi, merjeno po številu gostov, ki plačajo, Den Gamle By in ARoS Aarhus Kunstmuseum. Den Gamle By (Staro mestno jedro), uradno Danmarks Købstadmuseum (Danski tržni mestni muzej), predstavlja danske mestne krajine od 16. stoletja do 1970-ih s posameznimi območji, osredotočenimi na različna časovna obdobja. 75 zgodovinskih stavb, zbranih iz različnih delov države, je bilo pripeljanih sem, da bi ustvarili majhno mesto.
ARoS Aarhus Kunstmuseum, glavni mestni umetnostni muzej, je eden največjih muzejev umetnosti v Skandinaviji z zbirko, ki zajema dansko umetnost od 18. stoletja do danes, pa tudi slike, instalacije in kipe, ki predstavljajo mednarodna umetniška gibanja in umetnike z vsega sveta. Ikonično stekleno strukturo na strehi, Your Rainbow Panorama, je zasnoval Olafur Eliasson in ima promenado, ki ponuja barvito panoramo mesta.

## Mednarodne povezaves
Aarhus je sedež 32 konzulatov:
- Avstrija
- Belgija
- Burkina Faso
- Čile
- Hrvaška
- Ciper
- Češka
- Estonija
- Finska
- Francija
- Nemčija
- Grčija
- Madžarska
- Islandija
- Japonska
- Litva
- Malta
- Mehika
- Nizozemska
- Norveška
- Oman
- Poljska
- Romunija
- Slovaška
- Slovenija
- Južna Koreja
- Španija
- Švedska
- Turčija
- Ukrajina
- Združeno kraljestvo

Aarhus izvaja pobratenje na občinski ravni. Aarhus je pobraten z:
- Bergen, Norveška (1946)
- občina Gothenburg, Švedska (1946)
- Harbin, Kitajska (1984)
- Kiel, Nemčija (2019)
- Kujalleq, Grenlandija (1962)
- Rostock, Nemčija (2006)
- Sankt Peterburg, Rusija (1989)
- Turku, Finska (1946)
- Lvov, Ukrajina (2023)